# Chlorophorus vartianae
Chlorophorus vartianae är en skalbaggsart som beskrevs av Holzschuh 1974. Chlorophorus vartianae ingår i släktet Chlorophorus och familjen långhorningar.
Artens utbredningsområde är Pakistan. Inga underarter finns listade i Catalogue of Life.